# Die Hunde des Krieges
Die Hunde des Krieges (im englischen Original: The Dogs of War) ist ein Roman von Frederick Forsyth. Mit dem Motto At least we tried ist das Buch „Männern in namenlosen Gräbern“ gewidmet. Angeblich ist die Handlung von Forsyth’ Erlebnissen als Reporter im Biafra-Krieg inspiriert.

## Hintergrund
Der Originaltitel lautet The Dogs of War und bezieht sich auf ein Zitat aus William Shakespeares Drama Julius Cäsar („Mord rufen und des Krieges Hund’ entfesseln“) aus dem 3. Akt, 1. Szene.
Das Buch beschreibt einen von Söldnern ausgeführten Putsch in der fiktiven schwarzafrikanischen Republik „Zangaro“. Gemeint ist offenkundig Äquatorialguinea zur Zeit des Diktators Francisco Macías Nguema: Die Hauptstadt Zangaros heißt Clarence, und Malabo, die Hauptstadt Äquatorialguineas, wurde 1827 als Port Clarence von den Briten gegründet. Auch geographisch sieht Clarence mit seinem von zwei Landzungen eingefassten Naturhafen Malabo sehr ähnlich.

## Handlung
Sir James Manson, der Chef einer Londoner Bergbaugesellschaft, möchte in Zangaro einen Staatsstreich anzetteln, um so an die Abbaurechte für ein gigantisches Platinvorkommen zu gelangen, das einer seiner Mitarbeiter entdeckt hat. Auf legalem Weg würde er diese von der mit der Sowjetunion kooperierenden Regierung nicht erhalten.
Manson hält die Entdeckung zunächst geheim. Er beauftragt über Mittelsmänner den Söldner Cat Shannon mit der Planung und Durchführung des Putschs, welcher einen ihm wohlgesonnenen korrupten General an die Macht bringen soll. Shannon, dem durch eine Affäre mit Mansons Tochter dessen Pläne bekannt werden, macht sich mit Unterstützung früherer Waffengefährten an die Vorbereitungen für den Coup. So beschaffen sie bei verschiedenen europäischen Quellen Waffen und Ausrüstung und kaufen ein Schiff für die Anreise nach Zangaro. 
Manson bemüht sich derweil mittels eines Strohmanns um den Kauf einer Mantelgesellschaft für die Ausbeutung des Platinvorkommens. Über einen Spion ist die Nachricht vom Platinberg auch an die Sowjetunion durchgesickert, die eine Erkundungsexpedition entsendet.
Shannon und seiner Truppe gelingen die nächtliche Landung und die Erstürmung des Regierungsgebäudes, der bisherige Machthaber wird dabei getötet. Shannon verhindert aber die Machtergreifung des von Manson vorgesehenen neuen Staatschefs, indem er diesen erschießt. Stattdessen wird ein langjähriger Vertrauter Shannons, der eine in Zangaro bisher unterrepräsentierte Bevölkerungsgruppe vertritt, neuer Staatschef. Dieser bildet eine Einheitsregierung aus Vertretern aller Volksgruppen. Die sowjetische Expedition kommt um einen Tag zu spät.
Shannon, der an Lungenkrebs erkrankt ist, wählt am Ende des Buches den Freitod.

## Verfilmung
1981 entstand eine Verfilmung unter der Regie von John Irvin. Die Hauptrolle übernahm Christopher Walken. Weitere Darsteller waren Tom Berenger, JoBeth Williams, Ed O’Neill, Robert Urquhart und Jim Broadbent.